# Qatana
Qatana is een plaats in het Syrische gouvernement Rif Dimashq en telt 18.465 inwoners (2008).